# Club de Pilota de Beniparrell

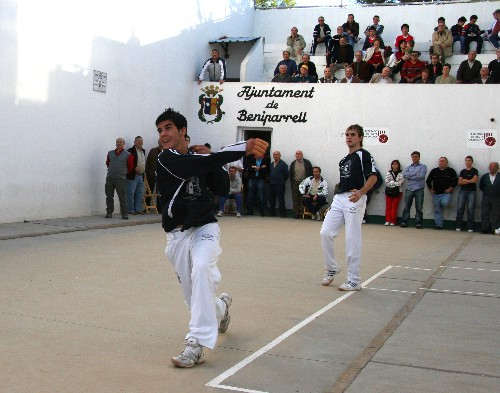
Partida de galotxa al Carrer Municipal de Beniparrell, amb Herrera en primer pla

El Club de Pilota de Beniparrell és una entitat esportiva de Beniparrell (Horta Sud) dedicada a la pràctica, el foment i la formació de les diverses modalitats de l'esport de la pilota valenciana. El club es destaca pel seu equip de la màxima categoria les diverses competicions a la modalitat de Galotxa.
El Carrer Municipal de Beniparrell és la canxa on el club disputa les partides i entrena, a més de ser seu on es diputen finals de les competicions oficial.

## Història
Els inicis del club es van basar en un petit grup d'afeccionats i jugadors del poble que amb molta il·lusió i pocs mitjans van aconseguir ascendir l'equip a la màxima categoria del campionat de galotxa a mitjans dels anys 80. A la fi dels 80 el club va seguir creixent fins que es va aconseguir aspirar a conquistar el Campionat Provincial de Galotxa (actual Trofeu el Corte Inglés), objectiu assolit en l'any 1989. Una fita que s'aconseguí mitjançant el fitxatge de pilotaires forans. Aquesta política de fitxatges va desembocar en una crisi en el club i la seua afició. L'arribada d'una nova directiva jove i amb il·lusions renovades va portar a una embrancida de l'afició. L'aposta per la pedrera i les joves promeses locals ha convertit el Club de Pilota de Beniparrell en un dels clubs valencians amb major prestigi dins del món de la Pilota.
D'aquesta nova etapa de promoció de l'escola de pilota, han sorgit pilotaires que han donat el salt professional cap a l'Escala i corda com són Jesús Cebrià (campió del Circuit Bancaixa el 2003), Nacho Chacón (campió del Circuit Bancaixa el 2010) o Jonathan Herrera (campió de la Copa Diputació el 2008).

## Palmarés[2]
- Campions de 1a Categoria del Trofeu el Corte Inglés: 2007, 2006 i 1989
  - Subcampions de 1a Categoria del Trofeu el Corte Inglés: 1988
- Campions de 1a Categoria del Campionat Autonòmic Interpobles: 2011,2006, 2001 i 2000
- Campions de la Supercopa de Galotxa: 2008
  - Subcampions de la Supercopa de Galotxa: 2007, 2002 i 2001
  - Subcampions de la Copa Generalitat de Galotxa: 2009 i 2007
- Campions del Campionat Professional de Galotxa: 1993